# Raimonds Vējonis
Raimonds Vējonis, född 15 juni 1966, var från 8 juli 2015 till 8 juli 2019 Lettlands president. Han är medlem i Lettlands miljöparti, vilket också är en del av De grönas och böndernas förbund. Tidigare har han bland annat tjänstgjort som minister för miljöskydd och regional utveckling (2002) och som miljöminister (2003-2011). Han var också försvarsminister ett år, 2014-2015, innan han blev president.

## Utmärkelser
- Storkorsriddare med kedja av Republiken Italiens förtjänstorden,  26 juni 2018[2]
- Sloveniens särskilda förtjänstorden,  11 januari 2019[3]
- Förbundsrepubliken Tysklands förtjänstorden - storkors av särskilda klassen,  22 februari 2019
- Kedja av Terra Mariana-korsets orden,  2 april 2019[4]
- Storkorset av Nederländska Lejonorden
- Isländska falkorden
- Erkänslans kors
- Viestursorden
- Första klass av Jaroslav den vises orden
- Tre Stjärnors orden, första klass

[Redigera Wikidata]